# Mamonowo
Mamonowo, Świętomiejsce, Święta Siekierka (ros. Мамоново, niem. Heiligenbeil, lit. Šventapilė) – miasto w okręgu miejskim Mamonowo obwodu królewieckiego Rosji. W 2021 roku zamieszkane przez 8104 osoby.
Miasto położone jest około 5 km od granicy z Polską, w pobliżu Zalewu Wiślanego, w pobliżu miejsca, gdzie rzeka Ławta wpada do rzeki Banówki. Na południe od miasta położone jest drogowe przejście graniczne Mamonowo – Gronowo, drogowe przejście graniczne Grzechotki-Mamonowo oraz kolejowe przejście graniczne Braniewo-Mamonowo.
W mieście jest stacja kolejowa Mamonowo.

## Historia

Chorągiew komturii Świętej Siekierki zdobyta pod Grunwaldem

Przed 1272 osada pruska nazwana Swentomest („święte miejsce”). Od 1272 w państwie krzyżackim. W 1301 w pobliżu pruskiego miejsca kultu pogańskiego (święty dąb), założono miasto na prawie chełmińskim pod nazwą Heiligenstadt („święte miasto”). W 1344 nazwę miasta zmieniono na Heiligenbeil (stąd polska nazwa „Święta Siekierka”, jednakże końcówka „beil” może pochodzić ze staropruskiego „Bil”, co oznacza „wioskę” lub „zamek”). W 1349 w mieście wzniesiono kościół.

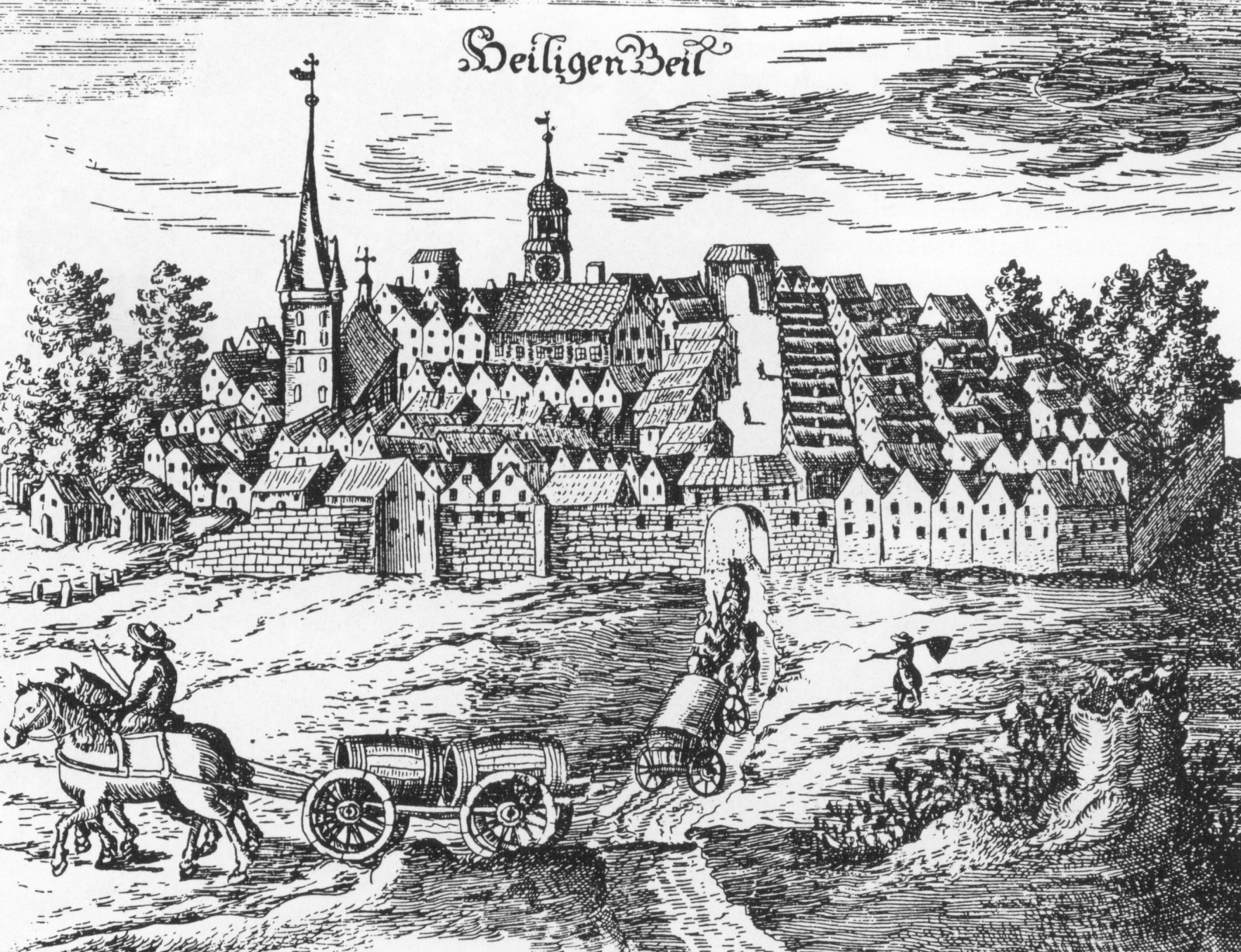
Święta Siekierka w XVII w.

W 1440 Święta Siekierka była jednym z miast założycieli Związku Pruskiego, który na początku 1454 zwrócił się do polskiego króla z prośbą o przyłączenie Prus do Polski. W lutym 1454 król Polski Kazimierz IV Jagiellończyk przychylił się do prośby i inkorporował region wraz ze Świętą Siekierką do Polski. Po wojnie trzynastoletniej w latach 1466–1657 miasto stanowiło część Rzeczypospolitej jako lenno. W trakcie wojny polsko-krzyżackiej miasto zostało w 1520 zdobyte przez Polaków. Święta Siekierka była znaczącym ośrodkiem browarnictwa. Tutejsze piwo sprzedawano m.in. na Pomorze, w tym do Gdańska. W 1677 i 1807 miały miejsce wielkie pożary miasta.

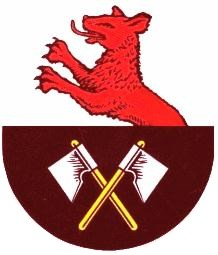
Dawny herb

Od 1772 w granicach nowo utworzonych Prus Wschodnich, po reformie administracyjnej od 1819 siedziba powiatu (niem. Landkreis). Od 1895 w mieście działała fabryka Ostdeutschen Maschinenfabrik produkująca narzędzia i maszyny rolnicze. W 1900 w mieście mieszkało 3800 osób zajmujących się m.in. płóciennictwem i pracą w przemyśle metalowym; w 1939 miasto liczyło 12 100 mieszkańców.

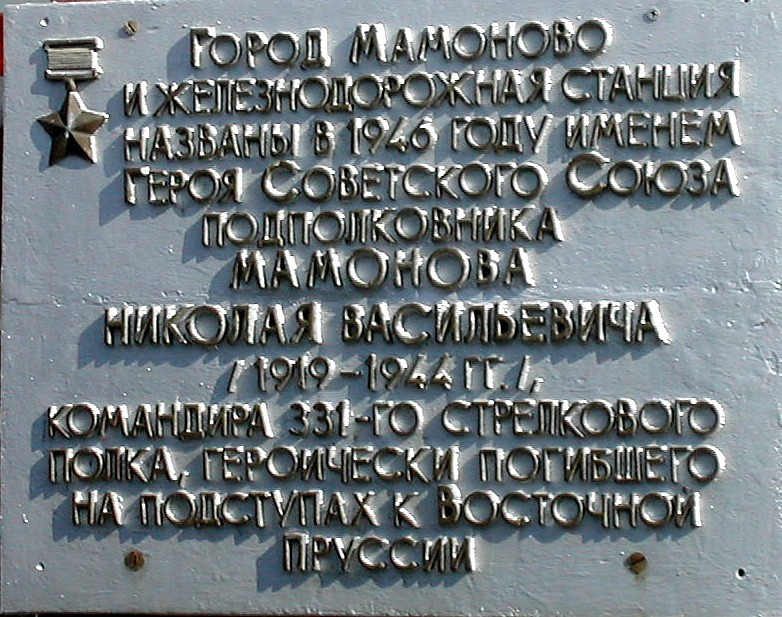
Tablica poświęcona Mamonowowi na ścianie dworca kolejowego

W lutym i marcu 1945 miasto było areną ciężkich walk, pomiędzy oddziałami radzieckiego 3. Frontu Białoruskiego a niemiecką 4. Armią blokującą dostęp do przystani w Bałdze, z której prowadzono ewakuację drogą morską. W wyniku walk miasto uległo prawie całkowitemu zniszczeniu, wraz z gotyckim kościołem parafialnym z XIV wieku i klasycystycznym ratuszem z lat 1820–1823. Ostatecznie miasto zdobyto 25 marca 1945. Po wojnie miasto miało przypaść Polsce, ale ostatecznie znalazło się w ZSRR, w obwodzie królewieckim. W 1946 nazwę miasta zmieniono na Mamonowo, na pamiątkę Nikołaja Mamonowa, dowódcy 331. pułku strzelców. Poległ on 26 października 1944 pod Pułtuskiem i został pośmiertnie nagrodzony tytułem „Bohatera Związku Radzieckiego”. Odbudowane miasto położone jest nieco na północny zachód od przedwojennej lokalizacji.
Na południe od miasta zlokalizowany jest cmentarz żołnierzy niemieckich zabitych w czasie walk o miasto (4700 poległych).

## Demografia
| 1875  | 1890  | 1910  | 1933  | 1939   | 1959  | 1979  | 1989  | 2002  | 2006  |
| ----- | ----- | ----- | ----- | ------ | ----- | ----- | ----- | ----- | ----- |
| 3 354 | 3 760 | 4 821 | 6 356 | 10 631 | 5 500 | 8 000 | 7 816 | 7 393 | 7 500 |
| 2017  | 2021  |       |       |        |       |       |       |       |       |
| 8 056 | 8 104 |       |       |        |       |       |       |       |       |

## Zabytki

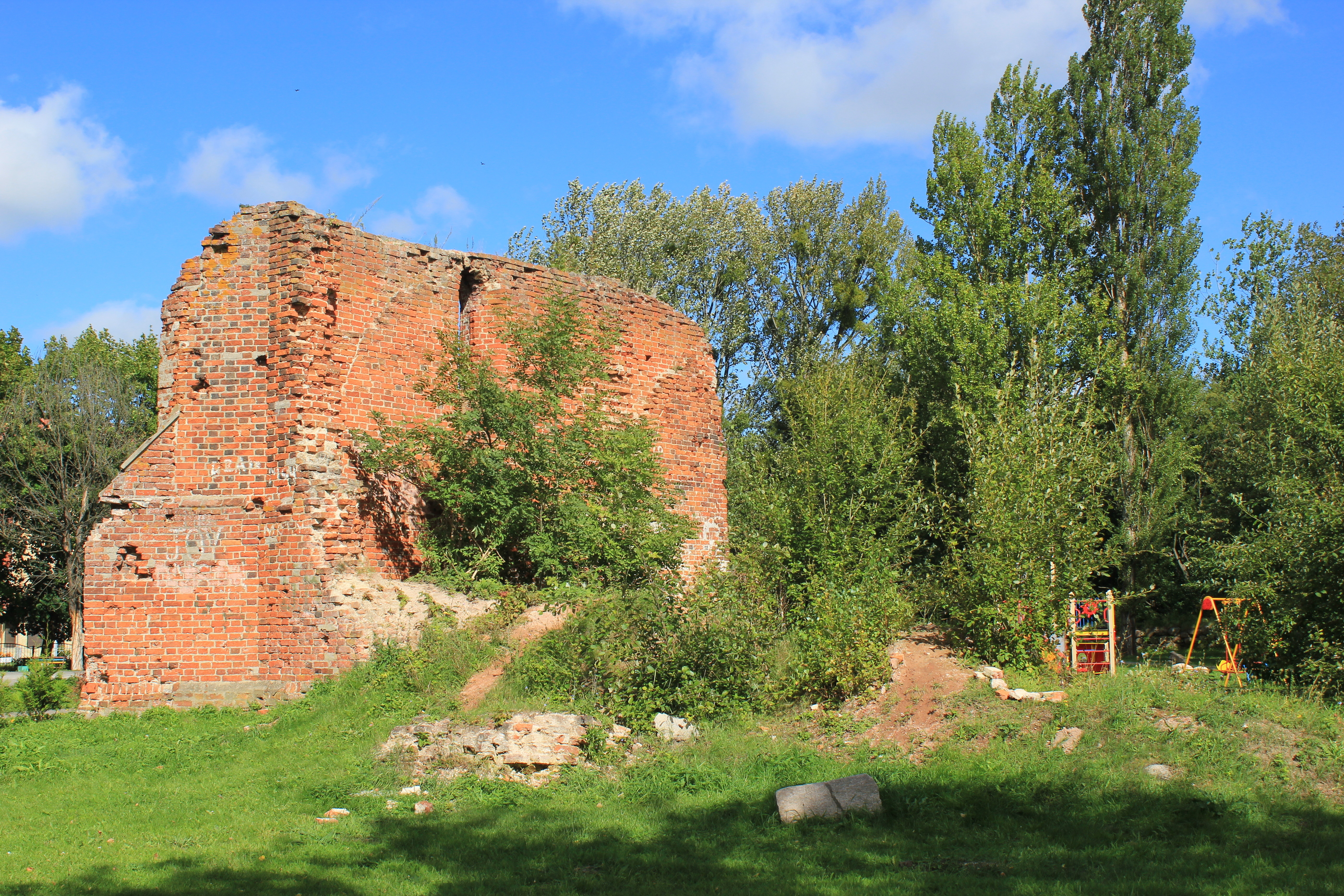
Ruiny kościoła

- Ruiny średniowiecznego kościoła
- Gmach poczty z 1880
- Wieża ciśnień z 1902
- Gmach sądu z 1929